# Das Kriminalgericht
Das Kriminalgericht war eine vierteilige ZDF-Serie aus dem Jahr 1964.

## Inhalt
In loser Folge wurden 1964 drei historische Kriminalfälle nachgespielt, wobei einer von ihnen – „Der Fall Nebe“ – in zwei Teilen ausgestrahlt wurde. Den dokumentarischen Charakter dieser Reihe unterstrichen juristische Erläuterungen durch den Rechtsanwalt Paul Ronge zu den einzelnen Fällen.
Die Drehbücher schrieben Answald Krüger und Maria Matray („Der Fall Krantz“), Günther Wolf und Peter Ernst („Der Fall Calmette“) und Helmut Andics („Der Fall Nebe“), die Produktion hatte die Tele Universal Hamburg.

## Die Fälle

### Der Fall Krantz
In diesem 1927 auch als Steglitzer Schülertragödie bekannt gewordenen Fall, geht es um den Tod von zwei Jugendlichen, deren Ermordung Paul Krantz bezichtigt wird. Der vor dem Berliner Kriminalgericht Moabit 1928 verhandelte Prozess bringt dem zu Unrecht Angeklagten acht Monate Untersuchungshaft ein. Die Verhandlung kam zu dem Ergebnis, dass einer der Jugendlichen  zunächst seinen Freund und dann sich selber erschossen hatte.
Darsteller: Reinhold Nietschmann, Joachim Rake, Bruno Vahl-Berg, Rudolf Möller, Christa Siems, Kurt Klopsch, Heinz Piper, Frank Straass, Günther Jerschke, Hans Timmermann u. a. (Erstausstrahlung: 16. Januar 1964)

### Der Fall Calmette
In dem sogenannten Calmette-Prozess müssen sich 1931 der Mediziner Georg Deycke und der Leiter des Lübecker Gesundheitsamtes, Ernst Altstaedt, vor der Großen Strafkammer des Landgerichts Lübeck verantworten. Deycke hatte mit Zustimmung von Altstaedt ohne vorherige Tierversuche und unter Verzicht auf spätere Sicherheitskontrollen 256 Neugeborene oral gegen Tuberkulose geimpft. 77 Babys starben, weitere 131 Kinder erkrankten. Deycke wurde wegen fahrlässiger Tötung und fahrlässiger Körperverletzung zu zwei Jahren Gefängnis verurteilt, Altstaedt erhielt aus demselben Grund 15 Monate Gefängnis.
Darsteller: Hans Fitze als Dr. Georg Deycke, Wolf von Gersum als Ernst Altstaedt, Kurt A. Jung als Oberstaatsanwalt Cay Diedrich Lienau, Joachim Rake als Nebenklägervertreter Ernst Wittern sowie Viktor Warsitz, Gerdamaria Jürgens, Heinz Piper, Friedrich Schütter, Karl-Heinz Gerdesmann, Walter Klam, Eva Maria Bauer, Benno Gellenbeck, Johanna Schmielau, Will van Deeg u. a. (Erstausstrahlung: 21. Mai 1964)

### Der Fall Nebe
Zuletzt im Range eines SS-Gruppenführers war Arthur Nebe für zahlreiche Gräueltaten des NS-Regimes verantwortlich. Daneben stand er allerdings auch in Kontakt mit dem deutschen Widerstand. Nach dem gescheiterten Attentat vom 20. Juli 1944 tauchte er unter, wurde aber von einer ehemaligen Geliebten verraten und am 2. März 1945 vom Volksgerichtshof zum
Tode verurteilt.
Darsteller: Günther Neutze als Arthur Nebe, Ekkehard Fritsch als Heinrich Müller, Malte Petzel als Reinhard Heydrich sowie Fabian Wander, Hans Irle, Günther Jerschke, Curt Timm, Eva Maria Bauer, Kitty Mattern, Horst Beck, Hans Timmermann, Eva Fiebig, Willem Fricke, Friedrich Georg Beckhaus, Ulrich Matschoss u. a. (Erstausstrahlung: 18. und 19. November 1964)